# Щасливого Різдва, містере Лоуренс
Щасливого Різдва, містере Лоуренс (англ. Merry Christmas, Mr. Lawrence, яп. 戦場のメリークリスマス), також відомий як Фурйо (укр. «військовополонений») — воєнний фільм 1983 року, написаний у співавторстві та режисером Нагісою Ошімою, у співавторстві з Полом Майерсбергом.
У головних ролях: Девід Боуї, Рюїчі Сакамото, Такеші Кітано та Джек Томпсон.
Фільм відображає досвід сера Лоуренса ван дер Поста як військовополоненого в Японії під час Другої світової війни. Основою для сюжету фільму слугували книги ван дер Поста — «Насіння та той, що сіє» (1963) і «Ніч молодика» (1970). Сам Лоуренс виступив прототимом одного з головних героїв, Джона Лоуренса, роль якого виконує Том Конті. Основними темами стрічки є:
- протистояння двох культур — західної (британські полонені) та східної (солдати Японської імперії)
- відношення військових табору полонених, підданих Японської імперії до полонених британських солдат та офіцерів

Сакамото також написав головну музичну тему картини, включаючи вокальну версію «Forbidden Colours», текст якої написав і виконав Девід Сільвіан.
Фільм був представлений на Каннському кінофестивалі 1983 року в конкурсі на «Золоту пальмову гілку». Музика Сакамото принесла фільму нагороду BAFTA за найкращу музику до фільму.

## Акторський склад
- Девід Боуї в ролі майора Джека «Страфера» Сельєрса
- Кріс Браун — Джек Сельєрс (12 років)
- Том Конті — підполковник Джон Лоуренс
- Рюїчі Сакамото — капітан Йоноі
- Такеші Кітано — сержант Генго Хара
- Джек Томпсон — капітан групи Хікслі
- Джонні Окура — Канемото
- Алістер Браунінг — Де Йонг
- Джеймс Малкольм — брат Джека Сельєрса
- Юя Учіда — комендант військової в'язниці
- Рюноске Канеда — полковник Фудзімура, голова суду
- Такаші Найто — лейтенант Івата
- Юдзі Хонма — рядовий першого класу Ядзіма
- Таміо Ісікура — прокурор
- Рокко Тура — перекладач
- Кан Мікамі — лейтенант Іто
- Хідео Мурота — новий комендант табору